# Katangaløve
Katangaløven (latin: Panthera leo bleyenberghi) er en underart af løven, der lever i det sydvestlige Afrika, bl.a. Namibia, Angola og DR Congo. Typearten, som den blev navngivet efter, var fra Katanga.